# His Dress Shirt
His Dress Shirt (Sa Chemise en français) est un film muet américain réalisé par Thomas H. Ince et sorti en 1911.

## Fiche technique
- Réalisation : Thomas H. Ince
- Producteur : Carl Laemmle
- Date de sortie :  États-Unis : 30 octobre 1911

## Distribution
- William Robert Daly : Mr Kirby
- Mary Pickford : Mrs Kirby